# Qui-Gon Jinn
Pour les articles homonymes, voir Jinn.
Personnage de fiction apparaissant dans
Star Wars.
Qui-Gon Jinn est un personnage de fiction apparaissant dans la saga Star Wars. Il est interprété par l'acteur Liam Neeson.

## Univers
L'univers de Star Wars se déroule dans une galaxie qui est le théâtre d'affrontements entre les Chevaliers Jedi et les Seigneurs noirs des Sith, personnes sensibles à la Force, un champ énergétique mystérieux leur procurant des pouvoirs psychiques. Les Jedi maîtrisent le Côté lumineux de la Force, pouvoir bénéfique et défensif, pour maintenir la paix dans la galaxie. Les Sith utilisent le Côté obscur, pouvoir nuisible et destructeur, pour leurs usages personnels et pour dominer la galaxie.
Pour amener la paix, une République galactique a été fondée avec pour capitale la planète Coruscant. Mais, tout au long de son existence, la République est secouée par des sécessions et des guerres. En 32 av. BY, les Jedi Qui-Gon Jinn et Obi-Wan Kenobi sont envoyés sur la planète Naboo pour résoudre pacifiquement un de ces conflits.

## Histoire

### AvantLa Menace fantôme
Qui-Gon Jinn est natif de Coruscant où il est recueilli très jeune par les Jedi,,. Il devient le Padawan du comte Dooku qui lui enseigne le savoir et la philosophie Jedi,. Lorsqu'il devient chevalier, il prend le jeune Obi-Wan Kenobi comme apprenti,.

### La Menace fantôme
La taxation des routes commerciales pousse la Fédération du commerce a mettre en place un blocus de Naboo. Le chancelier suprême Valorum envoie deux chevaliers Jedi, Qui-Gon Jinn et son apprenti Obi-Wan Kenobi, pour négocier. Les négociations n'ont jamais lieu, alors que les Jedi sont sur le vaisseau de la Fédération du commerce en orbite autour de Naboo, ils parviennent à échapper à une tentative d'assassinat et s'échappent sur la planète. Ils portent secours à Padmé Amidala alors reine de Naboo et réussissent à forcer le blocus et à fuir la planète. Cependant leur vaisseau est endommagé et ils sont contraints de se poser sur Tatooine, une planète désertique aux mains des Hutts.
Alors que Qui-Gon est à la recherche de pièces pour réparer son vaisseau, il fait la rencontre du jeune esclave Anakin Skywalker,. La Force est très présente chez ce garçon, le Jedi est alors persuadé d'avoir trouvé « l'Élu », celui qui selon une ancienne prophétie Jedi, doit détruire les Sith et ramener l'équilibre dans la Force. Qui-Gon souhaite le ramener au temple Jedi sur Coruscant, mais pour cela il doit le libérer. Il fait donc un pari avec Watto, le propriétaire d'Anakin. Si le Jedi gagne, Anakin est libre et peut l'accompagner sur Coruscant, mais s'il perd, alors il doit donner son vaisseau. Heureusement, le jeune esclave gagne la course de module de la Bounta et permet au Jedi de remporter son pari. Alors qu'il rejoint son vaisseau pour quitter la planète désertique, Qui-Gon fait face à une menace qu'il croyait disparue depuis mille ans. Il combat le Sith Dark Maul et parvient à s'échapper dans son vaisseau,.
Au temple Jedi de Coruscant, Qui-Gon présente Anakin Skywalker au conseil dont la réaction le concernant est plutôt mitigée. Le Jedi, accompagné de son apprenti et de l'enfant, retourne sur Naboo avec la reine. Alors que la bataille ne fait que commencer, Qui-Gon et Obi-Wan croisent Dark Maul dans le palais de la reine. Il est tué par le Sith qui est tranché en deux par le Padawan avec le sabre de son maître. Avant de mourir, Qui-Gon demande à Obi-Wan d'entraîner Anakin et d'en faire un Jedi. Ses obsèques ont lieu sur Naboo en présence de nombreuses personnalités dont le conseil Jedi et le chancelier suprême Palpatine.

### The Clone Wars
Premier Jedi à continuer d'exister dans la Force, Qui-Gon Jinn apparaît plus de dix ans après sa mort sous la forme d'un esprit sur la planète Mortis,. Il explique à son ancien apprenti Obi-Wan Kenobi que ce monde est fortement lié à la Force et qu'il est très dangereux pour l'Élu d'y rester. Il reste convaincu qu'Anakin Skywalker est l'Élu, et rappelle à celui-ci de ne pas oublier son entraînement et de se fier à son instinct.
Plus tard, il apparaît à Yoda sous la forme d'un groupe de lucioles scintillantes et le guide pour la première fois sur la planète Dagobah. Là-bas, il accompagne le Maître dans les épreuves qui lui permettront, comme lui, de rester conscient après sa mort. C'est cet enseignement que Yoda transmettra ensuite à Obi-Wan Kenobi.

### Héritage
Qui-Gon Jinn et Yoda ont pu communiquer à plusieurs reprises après son décès,. Yoda entend son cri d'alarme alors qu'Anakin Skywalker est en train de massacrer une tribu de Tusken sur Tatooine,. Plus tard, Qui-Gon conseille au maître Jedi de se réfugier sur Dagobah à la suite de la grande purge Jedi. Yoda y découvre les mystères de la Force et Qui-Gon lui enseigne les secrets qu'il a découverts. Il apprend également à son ancien apprenti Obi-Wan Kenobi à ne faire qu'un avec la Force lorsque celui-ci s'est réfugié sur Tatooine pour veiller sur Luke Skywalker,.

### Postérité dans l'épisode IX:L'Ascension de Skywalker(2019)
À la fin du film, lors de l'affrontement final entre Rey et l'Empereur, la voix de Qui-Gon est entendue parmi les voix de nombreux autres Jedi défunts, lesquelles se manifestent pour aider Rey à terrasser à jamais l'Empereur Sith.

## Concept et création

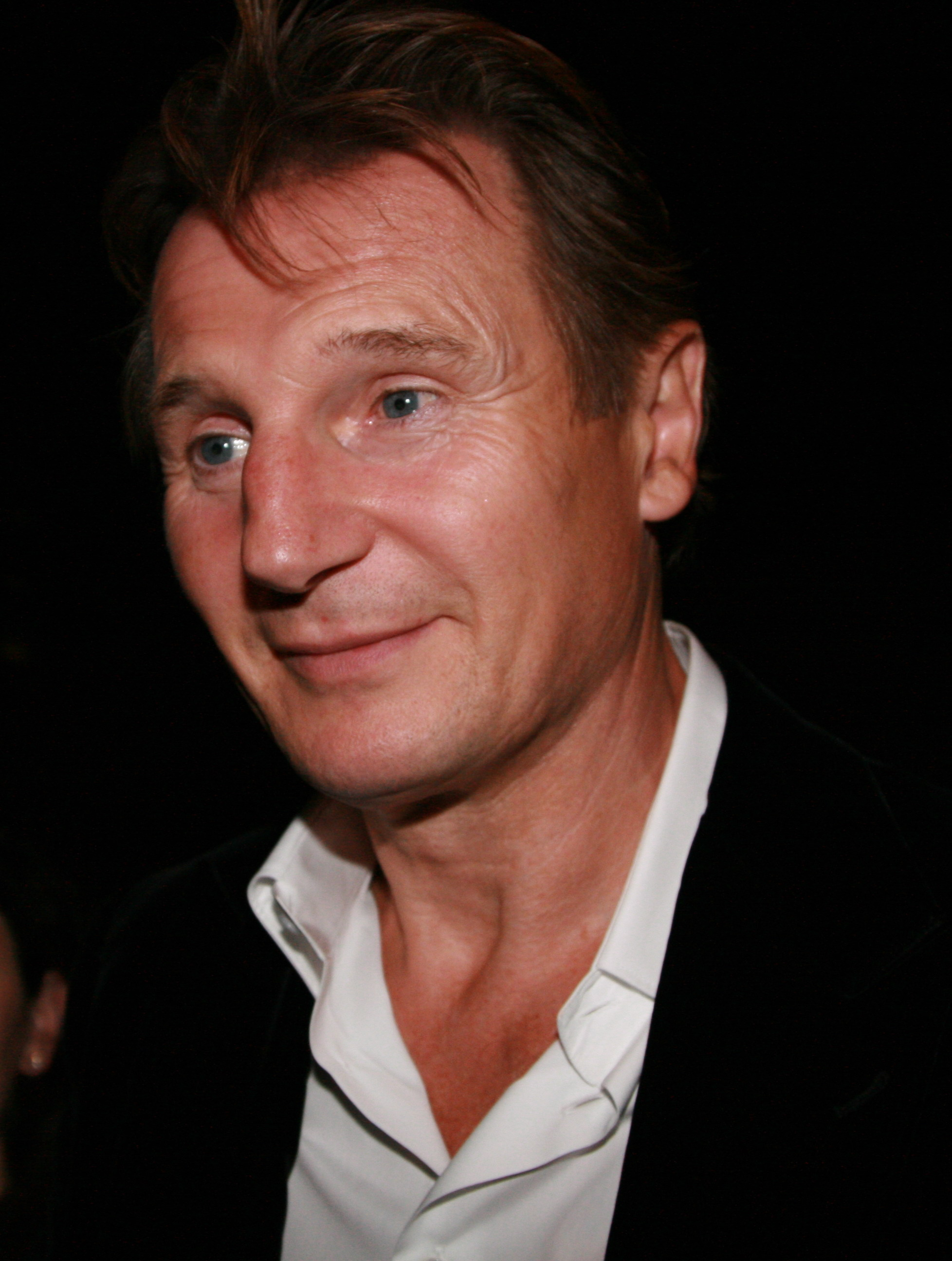
Liam Neeson

La première trilogie Star Wars (1977-1983) a comme grand méchant le célèbre Dark Vador. Pour sa nouvelle trilogie, le réalisateur George Lucas décide de raconter les jeunes années de ce dernier alors qu'il n'est pas encore un Sith et arbore encore le nom d'Anakin Skywalker. Le personnage de Qui-Gon est créé alors que Lucas écrit le scénario du film La Menace fantôme qui aborde l'enfance d'Anakin sur la planète Tatooine. À l'origine, Lucas pense qu'un acteur américain devrait tenir le rôle de Qui-Gon, mais il choisit finalement d'engager l'acteur Nord-Irlandais Liam Neeson car il considère qu'il a la présence et les compétences nécessaires pour le rôle. Le réalisateur le décrit comme étant : « un maître parmi les acteurs, que les autres l'admireront, et qu'il possède les qualités de force requises par le personnage,. »
Qui-Gon Jinn devait initialement apparaître sous la forme d'un fantôme dans Star Wars, épisode III : La Revanche des Sith, George Lucas avait écrit une scène où il discute avec Yoda à propos d'Anakin. Liam Neeson devait reprendre le rôle, il avait en effet laissé entendre qu'il apparaitrait dans le film. Cependant, la scène est finalement retirée du script et n'est jamais tournée, elle est en revanche maintenue dans la novélisation du film.

## Interprétation
Qui-Gon Jinn est interprété par Liam Neeson, il est doublé en français par Samuel Labarthe et en québécois par Benoit Rousseau,,.

## Adaptations
En plus des novélisations en bande dessinée, en jeu vidéo, en roman et en roman jeunesse du film La Menace fantôme, Qui-Gon Jinn apparaît dans plusieurs produits dérivés de la saga Star Wars.